# Jermaine Fowler

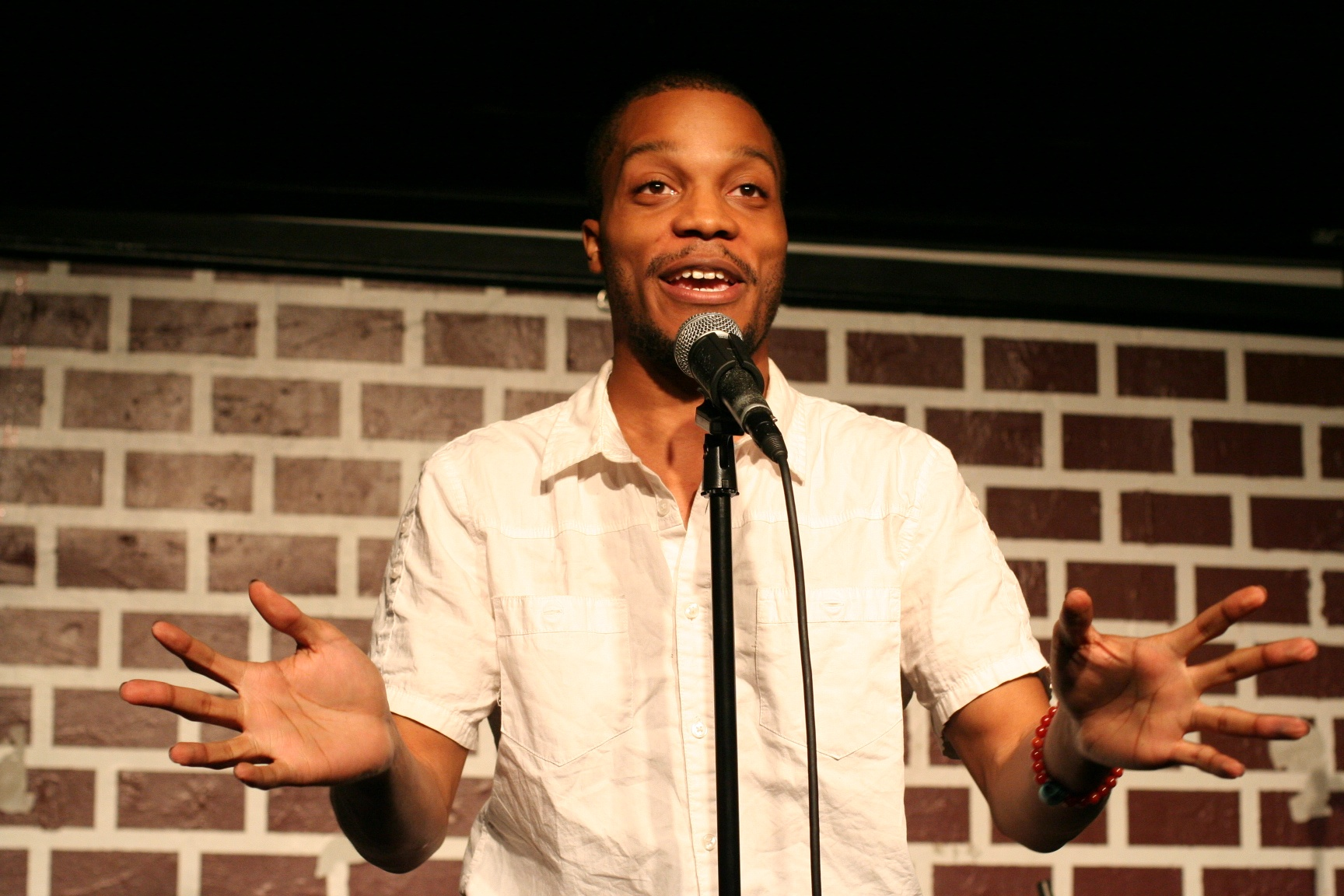
Jermaine Fowler, 2011

Jermaine Fowler (* 16. Mai 1988 in Washington, D. C.) ist ein amerikanischer Comedian und Schauspieler, bekannt für die Hauptrollen in der Serie Superior Donuts (2017–2018) und dem Film Der Prinz aus Zamunda 2 (2021).

## Persönliches
Fowler hat zwei Brüder, darunter einen Zwilling, und eine jüngere Schwester; sie wurden von seinem Vater aufgezogen, nachdem seine Eltern sich getrennt hatten. Er ging auf die Northwestern High School in Hyattsville, Maryland. Als ihm dort ein Nachbar eine Videokassette des Stand-up-Specials Eddie Murphy Raw von 1987 auslieh, beschloss er, Stand-up-Comedian werden zu wollen. Nachdem er mit Stand-up begonnen hatte, warf sein Vater ihn Zuhause raus, worauf er für zwei Jahre mit seiner Großmutter Delores in einem Apartment lebte, was Fowler zu dem Serienpiloten Delores & Jermaine inspirierte. Nachdem er für zwei Wochen das Prince George’s Community College besucht hatte, reiste er an seinem 20. Geburtstag nach New York City.
Derzeit lebt Fowler in Los Angeles mit seiner Partnerin, Make-up-Artist Meagan Hester, mit der er eine Tochter und einen Sohn hat. Letzterer ist benannt nach Fowlers Mutter, die 2017 ihrem Brustkrebs erlag.

## Karriere
Im Fernsehen erschien Fowler ab 2012 in Comedy- und Sketchshows mit New Yorker Stand-up-Kollegen wie Guy Code, Lucas Bros. Moving Co. mit Kenny und Keith Lucas oder auch Friends of the People, welche er mit weiteren Mitgliedern der geplanten Besetzung eines nicht realisierten In Living Color-Revivals kreierte. 2015 trat er bei Showtime mit seinem ersten Comedy-Special Give Em Hell, Kid auf. 2017 fungierte Fowler bei der Emmy-Verleihung als erster Afroamerikaner in der Position des Announcers und erhielt als erster Afroamerikaner seit Cosby die führende Hauptrolle in einer CBS-Sitcom, nämlich Superior Donuts neben Judd Hirsch, die nach einer zweiten Staffel 2018 eingestellt wurde.
2018 hatte er seine erste Kinofilmrolle in Sorry to Bother You; im folgenden Jahr wurde er für Der Prinz aus Zamunda 2, der 2021 erschien, als Sohn des von Eddie Murphy bereits im Vorgänger gespielten Prinz Akeem besetzt. Im Anschluss an diesen drehte er für Judas and the Black Messiah, nachdem er einige Jahre zuvor in der Entwicklungsphase die Autoren Shaka King und Will Berson zusammengebracht hatte, als sie noch an separaten Projekten über die Hauptfiguren geschrieben hatten. Er verkörpert darin Mark Clark, Mitglied der Black Panther Party, der mit Fred Hampton (gespielt von Daniel Kaluuya) ermordet wurde.

## Filmografie (Auswahl)

### Als Schauspieler/Comedian
- 2010–2013: CollegeHumor Originals (Webserie)
- 2012: Guy Code
- 2012: The Eric Andre Show (11 Episoden)
- 2014: Love’s a Bitch (Miniserie, 1 Episode)
- 2014: Don’t Walk (2 Episoden)
- 2014–2015: Lucas Bros. Moving Co. (2 Episoden, Synchronstimme)
- 2014–2015: Friends of the People (14 Episoden)
- 2015: Long Live the Royals (2 Episoden, Synchronstimme)
- 2015:Jermaine Fowler: Give ’Em Hell, Kid (Standup-Special)
- 2015: Delores & Jermaine (Animation, Synchronstimme)
- 2016: Gorgeous Morons (Fernsehfilm)
- 2017: Hannibal Buress: Handsome Rambler (1 Episode: The Jermaine Fowler Episode)
- 2017–2018: Superior Donuts (34 Episoden)
- 2017–2019: Crashing (9 Episoden)
- 2018: Sorry to Bother You
- 2019: Buffaloed
- 2019–2022: Tuca & Bertie (6 Episoden, Synchronstimme)
- 2019–2020: All That (4 Episoden, Voice-over)
- 2020: RuPaul’s Secret Celebrity Drag Race (1 Episode)
- 2020: The Opening Act
- 2021: Judas and the Black Messiah
- 2021: Der Prinz aus Zamunda 2 (Coming 2 America)
- 2021: The Premise (1 Episode)
- 2022: Am I OK?
- 2022: The Boys Presents: Diabolical (1 Episode, Synchronstimme)
- 2022: The Drop
- 2022: The Blackening
- 2023: First Time Female Director
- 2023: A Murder at the End of the World (6 Episoden)
- 2023: Late Bloomers
- 2023–2024: Moon Girl and Devil Dinosaur (Animationsserie, 17 Episoden, Stimme)
- 2024: Clone High (Animationsserie, 3 Episoden, Stimme)
- 2024: Ricky Stanicky
- 2024: Sting
- 2024: Don’t Tell Mom the Babysitter’s Dead

### Als Autor/Executive Producer
- 2014: Friends of the People – Autor; Executive Producer (6 Episoden)
- 2015:Jermaine Fowler: Give ’Em Hell, Kid – Autor und Executive Producer
- 2015: Delores & Jermaine – Autor und Executive Producer
- 2017–2018: Superior Donuts – Autor (1 Episode); Executive Producer (17 Episoden)
- 2019: All That – Executive Producer (13 Episoden)